# Michel Ney
Michel Ney, als duc de l'Empire 1e hertog van Elchingen en als prince de l'Empire 1e prins van La Moskowa, (Saarlouis, 10 januari 1769 – Parijs, 7 december 1815), was een Franse militair en maarschalk van Frankrijk.

## Biografie
Ney, lid van de familie Ney d'Elchingen, was de zoon van een kuiper. In 1788 trad hij toe tot een huzarenregiment. Tijdens de Franse Revolutie klom hij snel op. Ney was actief in Mannheim en na de Vrede van Lunéville in Zwitserland, waar hij betrokken was bij de opstelling van de Mediationsakte. In 1804 werd hij maarschalk van Frankrijk. Hij onderscheidde zich verder in de Slag bij Elchingen in 1805, het veroveren van Maagdenburg in 1806, en in de Slag bij Jena. In 1808 trok hij met Napoleon naar Spanje. In 1812 nam hij deel aan de Slag bij Smolensk (1812) en de Slag bij Borodino aan de Moskva. In de slagenserie bij Krasny onderscheidde hij zich bijzonder omdat hij, toen hij ingesloten was, erin slaagde zich bij het terugtrekkende leger te voegen.
Na de Slag bij Bautzen benoemde Napoleon Ney in 1813 tot commandant van een versterkt leger van Berlijn, en trok zelf weer richting Blücher die zich weer terugtrok. Ney werd echter vernietigend verslagen bij Dennewitz door Friedrich Wilhelm Bülow von Dennewitz, die vervolgens oprukte naar Holland en de Oostenrijkse Nederlanden.
In Fontainebleau werd Ney op 4 april 1814 de woordvoerder van de opstandige maarschalken die Napoleons abdicatie vroegen. Ney vertelde Napoleon dat het leger niet zou oprukken naar Parijs. Zo werd de keizer door zijn generaals tot abdicatie gedwongen.
Na de Restauratie van het huis Bourbon benoemde Lodewijk XVIII hem tot pair van Frankrijk en bevelhebber van de 6e divisie. Toen hij werd uitgezonden tegen de van Elba teruggekeerde Napoleon, liep hij op 17 maart 1815 met 20.000 man over bij Auxerre. 's Avonds vluchtte Lodewijk XVIII naar Gent. Napoleon gaf opdracht het leger aan de noordgrens te herorganiseren, zodat in mei een beslissende slag tegen de geallieerden geleverd kon worden. Het werd juni na de goedkeuring van het Charter van 1815.
Tijdens de Honderd Dagen (1815) was Ney commandant van de Keizerlijke Garde. Bij de opmars (honderddagenoorlog) was hij bevelhebber van de linkerflank van het Franse leger. Ney voerde het bevel over het 1e en 2e legerkorps, evenals cavaleriekorpsen. Hij won de Slag bij Ligny, maar hij slaagde er niet in de hertog van Wellington in de Slag bij Quatre-Bras te verslaan.
Michel Ney gaf twee dagen later, tijdens de slag bij Waterloo, rond 16 uur het bevel om het geallieerde centrum via cavaleriecharges aan te vallen. De lichte cavalerie van de Garde, onder luitenant-generaal Lefèbvre-Desnouettes (2000 ruiters), sloot zich aan bij de 3000 kurassiers onder Jean-Baptiste Milhaud. Deze aanval liep stuk tussen de geallieerde carrés. Rond 16.20 uur bemerkte Wellington voor het eerst de troepen van Blücher die oprukten naar zijn linkervleugel. Napoleon keurde de autonome actie van Ney af.
Rond 17 uur besloot Napoleon zelf tot een tweede cavaleriecharge tegen het vijandelijk centrum. Op eigen initiatief sloot de Zware Cavalerie van de Garde zich hierbij aan. 6000 ruiters stormden opnieuw voorwaarts, en Ney verloor die dag daarbij zijn vierde paard. Een half uur later was de Franse aanval doodgebloed. Hun cavalerie leed 30 à 40% verliezen.

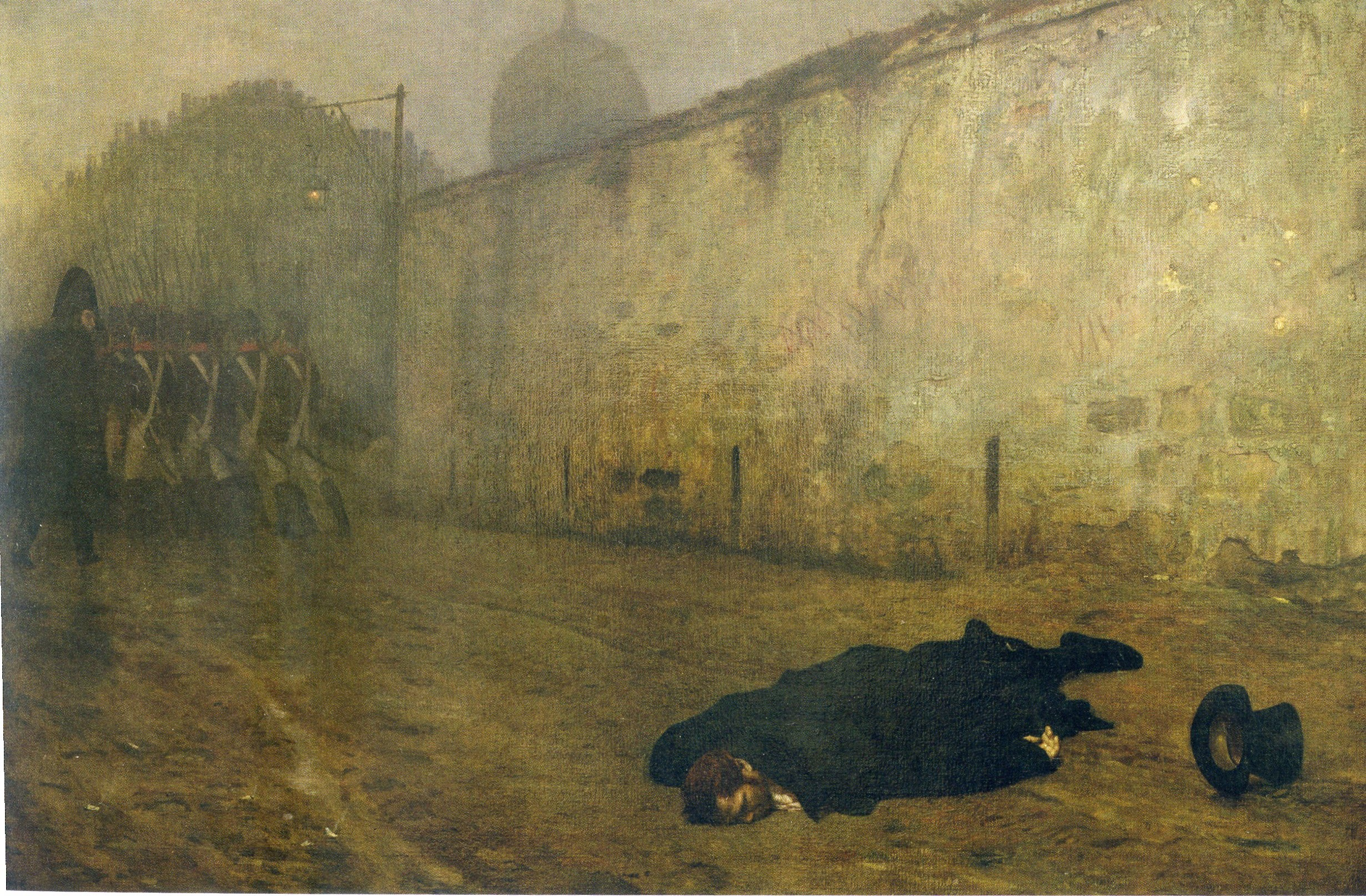
De executie van maarschalk Ney
(1868), Jean-Léon Gérôme, Graves Art Gallery in Sheffield

Na de nederlaag van Napoleon in de Slag bij Waterloo werd Ney op 3 augustus gearresteerd in Parijs. Vier maanden later werd hij gefusilleerd op beschuldiging van hoogverraad. Zijn advocaat pleitte dat het gebied waar hij geboren was, geannexeerd was door de Pruisen, waardoor hij op papier geen Fransman meer was, maar Ney weigerde het probeersel te accepteren en zei: "Je suis français et je resterai français!" Hij weigerde geblinddoekt te worden en zou, volgens bepaalde bronnen, zelf het bevel tot schieten hebben gegeven in de Jardin du Luxembourg. De Broglies stem tegen de veroordeling werd gezien als een oppositionele daad tegen koning Lodewijk XVIII en hij week tijdelijk uit naar het buitenland.
Wegens zijn grote moed kreeg hij onder zijn manschappen (of van Napoleon) de naam 'dapperste der dapperen'. Zijn tactisch inzicht is echter door historici altijd sterk bekritiseerd. Zijn ongecoördineerde aanvallen bij Quatre Bras en Waterloo zou mede de oorzaak zijn geweest van Napoleons nederlaag. Er zijn echter ook historici die ervan uitgaan dat Ney last had van het psychische fenomeen dat later shellshock genoemd zou worden, waardoor hij niet meer in staat zou zijn rationele beslissingen te nemen.
Michel Ney ligt begraven op de begraafplaats Père Lachaise in Parijs.

## Galerij

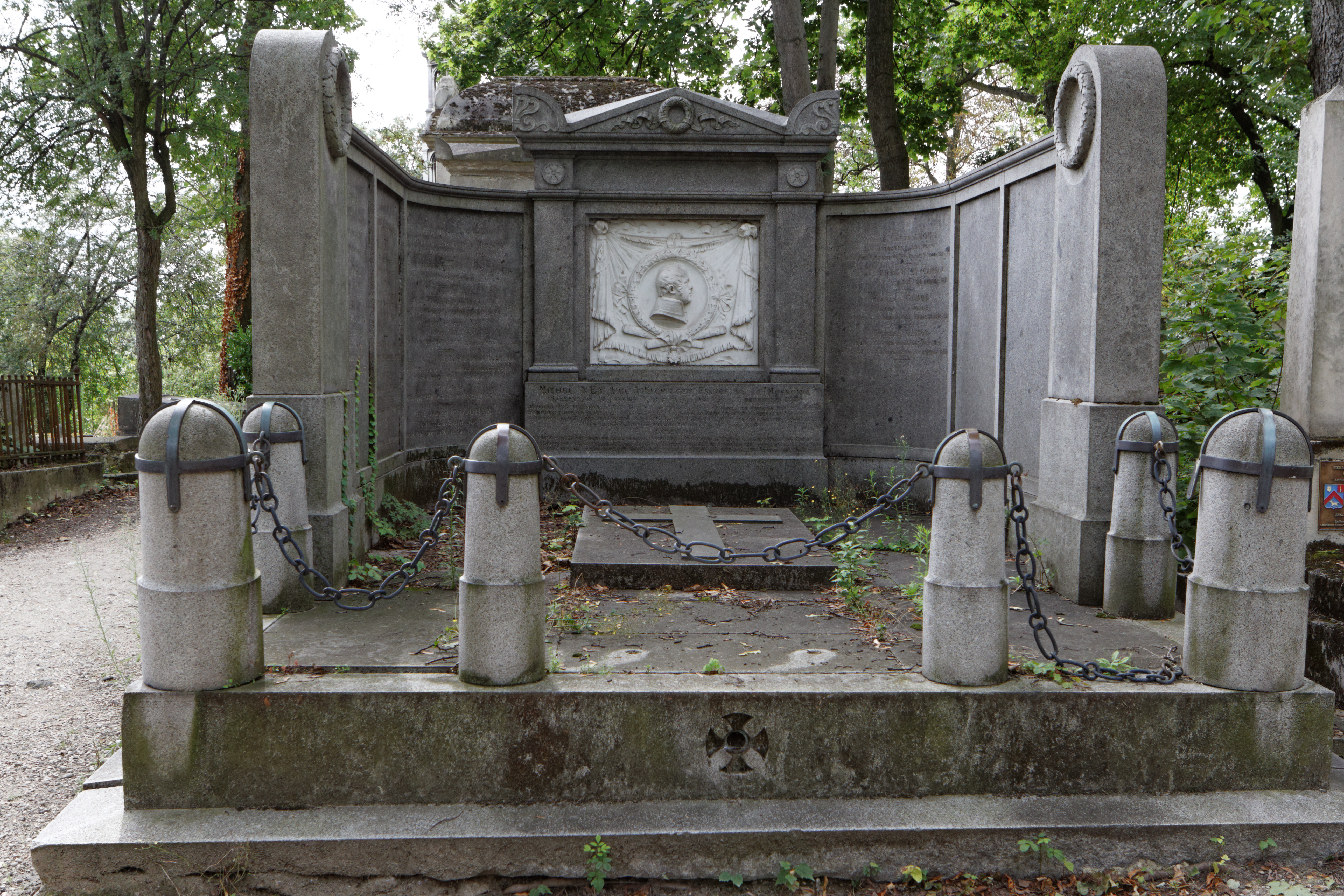
Graf van Ney op Père Lachaise
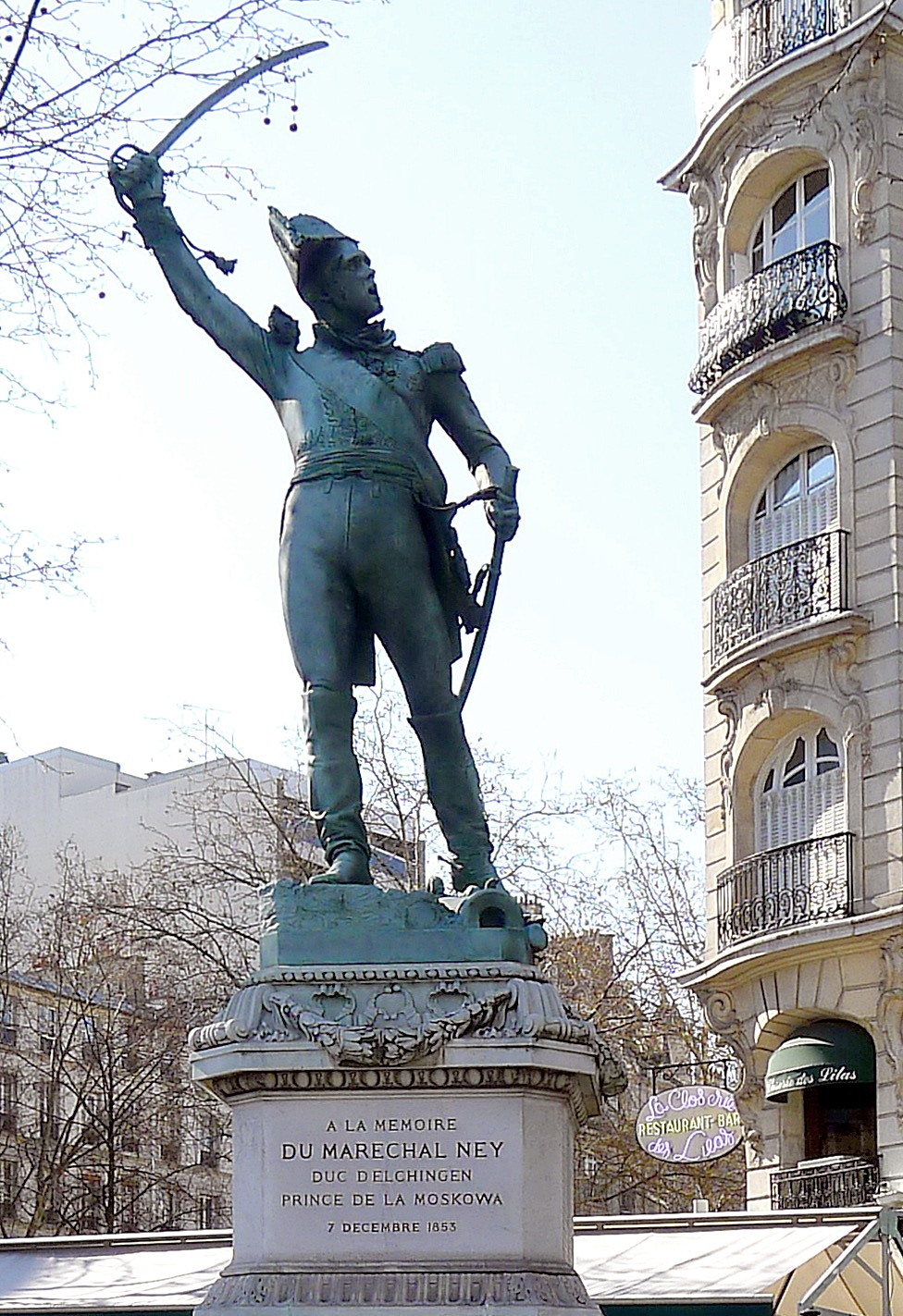
Standbeeld van Ney in Parijs
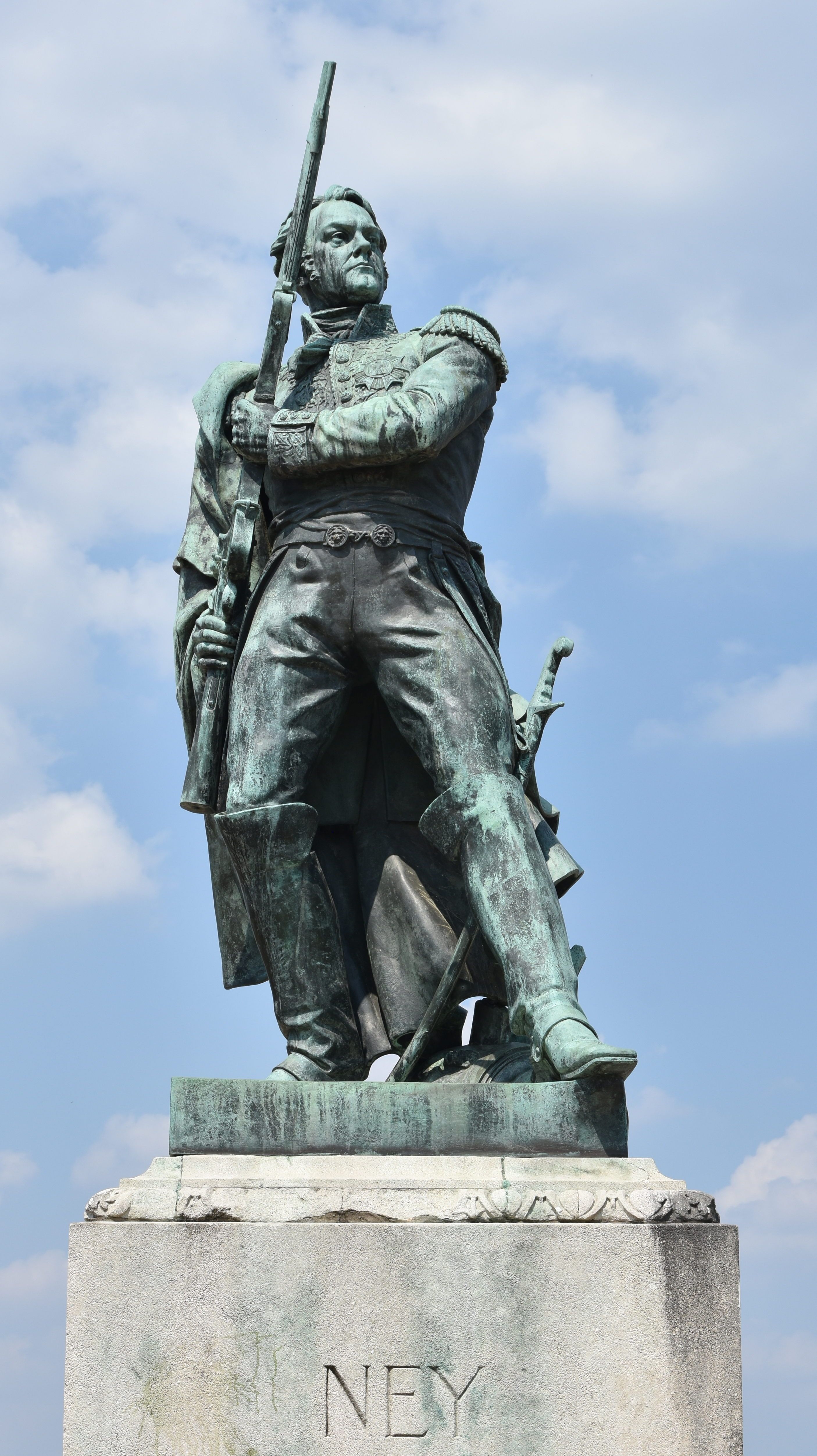
Standbeeld van Ney in Metz
Wapen van Michel Ney
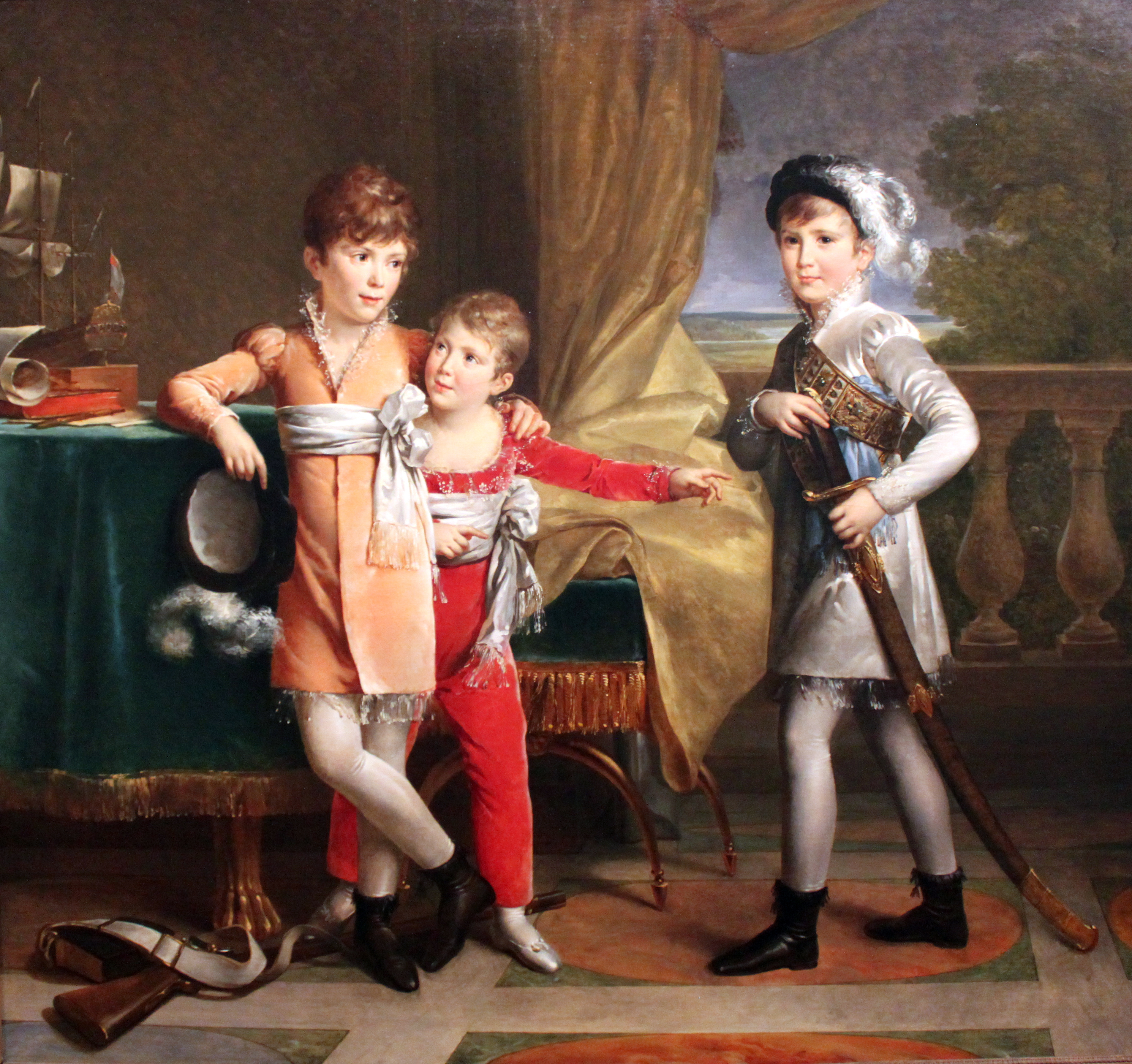
De 3 zonen van Michel Ney (1810), Marie-Éléonore Godefroid, Gemäldegalerie

Louis Alexandre Berthier · Joachim Murat · Bon Adrien Jeannot de Moncey · Jean-Baptiste Jourdan · André Masséna · Pierre François Charles Augereau · Jean-Baptiste Bernadotte · Guillaume Brune · Nicolas Jean-de-Dieu Soult · Jean Lannes · Édouard Adolphe Casimir Joseph Mortier · Michel Ney · Louis Nicolas Davout · Jean-Baptiste Bessières · François Christophe Kellermann · François Joseph Lefebvre · Dominique-Catherine de Pérignon · Jean-Mathieu-Philibert Sérurier · Claude Victor-Perrin · Étienne Jacques Joseph Macdonald · Nicolas Charles Oudinot · Auguste de Marmont · Louis Gabriel Suchet · Laurent de Gouvion Saint-Cyr · Józef Poniatowski · Emmanuel de Grouchy
- Biblioteca Nacional de España: XX1218531
- Bibliothèque nationale de France: cb11946440g (data)
- Catàleg d'autoritats de noms i títols de Catalunya: 981058614774806706
- Gemeinsame Normdatei: 118734725
- Historisch woordenboek van Zwitserland: 028521
- International Standard Name Identifier: 0000 0001 1024 551X
- Library of Congress Control Number: n81125826
- Nationale Bibliotheek van Letland: 000217643
- Base Léonore: LH//1984/21
- Nationale Bibliotheek van Tsjechië: jx20070809002
- Nationale Bibliotheek van Israël: 987007270997405171
- Nationale Bibliotheek van Polen: a0000001184166
- Nederlandse Thesaurus van Auteursnamen: 073868485
- Istituto Centrale per il Catalogo Unico: TSAV023339
- SNAC: w6ws9884
- Système universitaire de documentation: 027418944
- Virtual International Authority File: 34465045
- WorldCat: E39PBJvhkkQVGJ9XJ6Xkq63CwC